# Lijst van monumenten in Amsterdam
De stad en gemeente Amsterdam kent een groot aantal monumenten, objecten die aangewezen zijn als monumentaal erfgoed.
Dit zijn wereld-, rijks-, provinciale en gemeentelijke monumenten, Nationale Landschappen, beschermde stads- en dorpsgezichten en oorlogsmonumenten.
Hieronder volgt, gegroepeerd naar status, een opsomming van deze monumenten of een verwijzing naar een lijst van monumenten.

## Werelderfgoed
Een aantal objecten in of verbonden met Amsterdam zijn ingeschreven in de UNESCO Werelderfgoedlijst.
- De Grachtengordel van Amsterdam (2010) is het stelsel van grachten en tussengelegen panden dat het deel van de binnenstad dat tussen grofweg 1585 en 1665 gebouwd is, binnen de Singelgracht. Het heeft sinds 2010 UNESCO werelderfgoedstatus.
- De Stelling van Amsterdam (1996) is een verdedigingsring, bestaande uit forten en inundatiegebieden, in een wijde ring om de stad Amsterdam. De stelling is gebouwd vanaf 1883, en heeft in 1996 UNESCO werelderfgoedstatus gekregen. De meeste verdedigingswerken liggen rondom (buiten de gemeente) Amsterdam, maar de Kustbatterij bij Durgerdam (tevens provinciaal monument) ligt binnen de gemeente, en ook de Stenen Silo in Amsterdam is een onderdeel van de stelling.
- De Nieuwe Hollandse Waterlinie (2021) is een verdedigingslinie die Holland en de stad Utrecht beschermde. De waterlinie was in gebruik van 1870 tot 1945. De linie ligt net buiten de gemeentegrenzen van Amsterdam (tot 2022), maar omvat wel delen van de voormalige gemeente Weesp die in 2022 is gefuseerd met de gemeente Amsterdam. De waterlinie stond sinds 2011 op de kandidatenlijst van UNESCO werelderfgoederen en is in 2021 in de lijst toegevoegd als uitbreiding van de Stelling van Amsterdam. Het Werelderfgoed gaat verder onder de naam "Nederlandse waterverdedigingslinie".

### Werelderfgoed voor documenten
Een aantal objecten uit het Memory of the World-programma van UNESCO hebben een sterke binding met de stad Amsterdam en zijn opgenomen in de Werelderfgoedlijst voor documenten.
- Bibliotheek Ets Haim - Livraria Montezinos (2004), een Joodse bibliotheek in de Portugees-Israëlietische Synagoge, opgericht in 1639.
- Dagboek van Anne Frank (2009), geschreven in Het Achterhuis tussen 1942 en 1944. Het dagboek is in bruikleen aan het Anne Frankhuis.
- Collectie Jean Desmet (2011), het bedrijfs- en filmarchief van Jean Desmet (1875-1956), de eerste grote distributeur en bioscoopexploitant van Nederland. De Desmet-collectie is sinds 1957 in beheer van het EYE Film Instituut Nederland.
- Communistisch manifest (2013), een pamflet dat de Duitsers Karl Marx en Friedrich Engels in 1847 opstelden in opdracht van de Bond der Communisten. De enige bewaard gebleven, door Marx handgeschreven, pagina van het manuscript bevindt zich in archief van het Internationaal Instituut voor Sociale Geschiedenis in Amsterdam.
- Archief van Aletta Jacobs (2017), beslaande de periode 1871-1974, bevindt zich in Atria, kennisinstituut voor emancipatie en vrouwengeschiedenis in Amsterdam.
- Amsterdams Notarieel Archief (2017), een archief van officiële akten opgemaakt door notarissen in Amsterdam beslaande de periode 1578-1915. Het bevindt zich in het Stadsarchief Amsterdam.

## Nationale landschappen
Drie nationale landschappen vallen deels binnen de gemeente Amsterdam.
- Het Groene Hart ligt in de provincies Utrecht (provincie), Noord- en Zuid-Holland, grofweg tussen Amsterdam, Utrecht, Rotterdam en Haarlem. Kleine delen van het Groene Hart liggen binnen de gemeentegrens van Amsterdam, te weten het noordelijke deel van Overamstel ten westen van de A2, de Gaasperplas, het landelijk gebied ten noorden van Driemond, het Diemerpark en de Diemerzeedijk.[1]
- Laag Holland ligt in Noord-Holland, en omvat grofweg het gebied tussen het Noordzeekanaal, Krommenie, Castricum, De Rijp, de Beemster, Volendam, Marken, de Purmer, Landelijk Noord en het IJ. Het hele grondgebied van de gemeente Amsterdam benoorden van het IJ behoort tot het Nationaal Landschap Laag Holland.[2]
- De Stelling van Amsterdam (ook werelderfgoed)
- De Nieuwe Hollandse Waterlinie (ook werelderfgoed) ligt deels binnen de gemeentegrenzen (sinds de fusie van de gemeente Weesp met Amsterdam).

## Rijksmonumenten

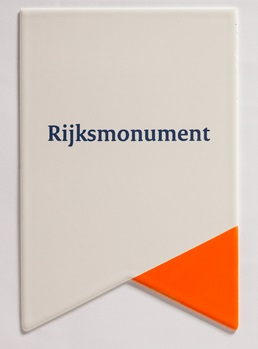
Monumentenschildje voor rijksmonumenten, geïntroduceerd in 2014

De gemeente Amsterdam telt in 2024 7.684 inschrijvingen in het rijksmonumentenregister. Het is daarmee de gemeente met veruit het hoogste aantal in Nederland. Deze rijksmonumenten zijn uitgesplitst per stadsdeel, met soms een onderlijst per buurt of dorp. Achter de lijst staat steeds het aantal inschrijvingen in het rijksmonumentenregister.
- Lijst van rijksmonumenten in Amsterdam Centrum (6.280)
  - Lijst van rijksmonumenten in Burgwallen-Nieuwe Zijde (1.060)
  - Lijst van rijksmonumenten in Burgwallen-Oude Zijde (837)
  - Lijst van rijksmonumenten in de Grachtengordel (1.830)
  - Lijst van rijksmonumenten in de Haarlemmerbuurt (409)
  - Lijst van rijksmonumenten in de Jordaan (796)
  - Lijst van rijksmonumenten in Nieuwmarkt en Lastage (578)
  - Lijst van rijksmonumenten in de Weesperbuurt en Plantage (145)
  - Lijst van rijksmonumenten in de Oostelijke Eilanden en Kadijken (62)
  - Lijst van rijksmonumenten in De Weteringschans (563)
- Lijst van rijksmonumenten in Amsterdam Nieuw-West (6)
- Lijst van rijksmonumenten in Amsterdam-Noord (135)
  - Lijst van rijksmonumenten in Durgerdam (69)
  - Lijst van rijksmonumenten in Holysloot (1)
  - Lijst van rijksmonumenten in Ransdorp (35)
  - Lijst van rijksmonumenten in Zunderdorp (10)
- Lijst van rijksmonumenten in Amsterdam-Oost (53)
- Lijst van rijksmonumenten in Amsterdam-West (123)
- Lijst van rijksmonumenten in Amsterdam-Zuid (301)
- Lijst van rijksmonumenten in Amsterdam-Zuidoost (3)
- Lijst van rijksmonumenten in Weesp (199)

## Provinciale monumenten
De Provincie Noord-Holland heeft 21 provinciale monumenten aangewezen in Amsterdam. Hiervan bestaan er 16 uit verschillende onderdelen van de Noorder IJ- en Zeedijk, en twee uit onderdelen van de Stelling van Amsterdam.
- Lijst van provinciale monumenten in Noord-Holland (Amsterdam) (19)

## Gemeentelijke monumenten
De gemeente Amsterdam telt ruim 1.600 gemeentelijke monumenten. Ze zijn voornamelijk aangewezen na het jaar 2000, als uitvloeisel van het Gemeentelijk Monumenten Project. Dat richtte zich aanvankelijk op de periode 1850-1940; later werden ook objecten uit de periode 1945-1965 geselecteerd (de periode van de Wederopbouw) en ook uit de periode na 1965 ('Post 65 erfgoed').
Deze gemeentelijke monumenten zijn uitgesplitst per stadsdeel. Achter de lijst staat steeds het aantal inschrijvingen in het gemeentelijk monumentenregister.
- Lijst van gemeentelijke monumenten in Amsterdam-Centrum (944)
- Lijst van gemeentelijke monumenten in Amsterdam Nieuw-West (58)
- Lijst van gemeentelijke monumenten in Amsterdam-Noord (65)
- Lijst van gemeentelijke monumenten in Amsterdam-Oost (106)
- Lijst van gemeentelijke monumenten in Amsterdam-West (149)
- Lijst van gemeentelijke monumenten in Amsterdam-Zuid (296)
- Lijst van gemeentelijke monumenten in Amsterdam-Zuidoost (1)
- Lijst van gemeentelijke monumenten in Weesp (103)

## Beschermde stads- en dorpsgezichten
De Gemeente Amsterdam kent een aantal beschermde stads- en dorpsgezichten.
Rijksbeschermde stadsgezichten:
- Rijksbeschermd gezicht Weesp (1982)
- Rijksbeschermd gezicht Amsterdam - Nieuwmarktbuurt (1983)
- Rijksbeschermd gezicht Amsterdam - Binnen de Singelgracht (1999), grotendeels gelijk met het UNESCO-werelderfgoed Grachtengordel van Amsterdam, dit omvat het rijksbeschermd gezicht Nieuwmarktbuurt.
- Rijksbeschermd gezicht Amsterdam-Noord (2014)
- Rijksbeschermd gezicht Amsterdam-Zuid (2018), omvattend Plan-Zuid

Rijksbeschermde dorpsgezichten:
- Rijksbeschermd gezicht Durgerdam (1976)
- Rijksbeschermd gezicht Ransdorp (1976)
- Rijksbeschermd gezicht Holysloot (1991)

Gemeentelijk beschermde stadsgezichten:
- Van Eesteren Museum (2007) - Nieuw-West
- Noordoever Sloterplas (2017) - Nieuw-West
- Bijlmermuseum (2019) - Zuidoost
- IJplein (2020) - Noord
- Admiralenbuurt (2022) - West
- Oud-Zuid (2022) - Zuid
- Betondorp (2022) - Oost

Gemeentelijk beschermd dorpsgezicht:
- Sloten (2017) - Nieuw-West

## Oorlogsmonumenten
De gemeente Amsterdam heeft 197 oorlogsmonumenten.
- Lijst van oorlogsmonumenten in Amsterdam.

Rijksmonumenten:
Centrum ·
Nieuw-West ·
Noord ·
Oost ·
West ·
Zuid ·
Zuidoost ·
Weesp
Gemeentelijke momumenten:
Centrum ·
Nieuw-West ·
Noord ·
Oost ·
West ·
Zuid ·
Zuidoost ·
Weesp
Beschermde Stadsgezichten:
Rijks: 
Binnen de Singelgracht · 
Nieuwmarktbuurt · 
Noord · 
Plan Zuid · 
Weesp

Gemeentelijk: 
Bijlmermuseum · 
Van Eesteren Museum · 
Sloterplas · 
IJplein · 
Plan van Gool
Beschermde Dorpsgezichten:
Rijks: 
Durgerdam ·
Holysloot ·
Ransdorp

Gemeentelijk: 
Sloten
Overig:
Werelderfgoed · 
Nationale landschappen · 
Provinciale monumenten · 
Oorlogsmonumenten
Centrum:
Achtergracht ·
Amstel ·
Begijnhof ·
Binnenkant ·
Bloemgracht ·
Bloemstraat ·
Brouwersgracht ·
Damrak ·
Eerste Weteringdwarsstraat ·
Egelantiersgracht ·
Entrepotdok ·
Geldersekade ·
Groenburgwal ·
Haarlemmerdijk ·
Haarlemmerstraat ·
Halvemaansteeg ·
Hartenstraat ·
Heiligeweg ·
Herengracht 
(Noordwest ·
Zuidwest ·
Zuid) ·
Herenstraat ·
Hoogte Kadijk ·
Kalverstraat ·
Keizersgracht
(Noordwest ·
Zuidwest ·
Zuid) ·
Kerkstraat ·
Kloveniersburgwal ·
Kromboomssloot ·
Kromme Waal ·
Lange Leidsedwarsstraat ·
Lange Niezel ·
Langestraat ·
Lauriergracht ·
Laurierstraat ·
Leidsegracht ·
Leidsestraat ·
Leliegracht ·
Lijnbaansgracht ·
Lindengracht ·
Muntplein ·
Nieuwe Herengracht ·
Nieuwe Keizersgracht ·
Nieuwe Leliestraat ·
Nieuwe Looiersstraat ·
Nieuwendijk ·
Nieuwezijds Voorburgwal ·
Nieuwmarkt ·
Noordermarkt ·
Noorderstraat ·
Oude Waal ·
Oudebrugsteeg ·
Oudekerksplein ·
Oudeschans ·
Oudezijds Achterburgwal ·
Oudezijds Voorburgwal ·
Prins Hendrikkade ·
Prinseneiland ·
Prinsengracht
(Noordwest ·
Zuidwest ·
Zuid) ·
Rechtboomssloot ·
Reguliersbreestraat ·
Reguliersdwarsstraat ·
Reguliersgracht ·
Rembrandtplein ·
Rokin ·
Rozengracht ·
Singel 
(Noord ·
Zuid) ·
Spuistraat ·
Tuinstraat ·
Tweede Weteringdwarsstraat ·
Utrechtsedwarsstraat ·
Utrechtsestraat ·
Vijzelgracht ·
Warmoesstraat ·
Westerstraat ·
Zeedijk ·
Zwanenburgwal
Buurten in het Centrum:
Burgwallen-Nieuwe Zijde ·
Burgwallen-Oude Zijde ·
Grachtengordel ·
Haarlemmerbuurt ·
Jordaan ·
Nieuwmarkt en Lastage ·
Weesperbuurt en Plantage ·
Oostelijke Eilanden en Kadijken ·
De Weteringschans
Buiten het Centrum:
Nieuw-West ·
Noord (Durgerdam · Holysloot · Ransdorp · Zunderdorp) · 
Oost · 
West · 
Zuid · 
Zuidoost · 
Weesp